# Synagogue de Delft
La synagogue de Delft, commune de la Hollande-Méridionale, Pays-Bas, est construite en 1861-62. La synagogue est un bâtiment protégé au titre de monument national par l'Agence du patrimoine culturel des Pays-Bas depuis le 29 juin 1967.

## Histoire
En 1821, une communauté juive est fondée à Delft, qui n'a jamais dépassé environ 200 personnes. En 1840, une école juive et un cimetière juif sont créés .

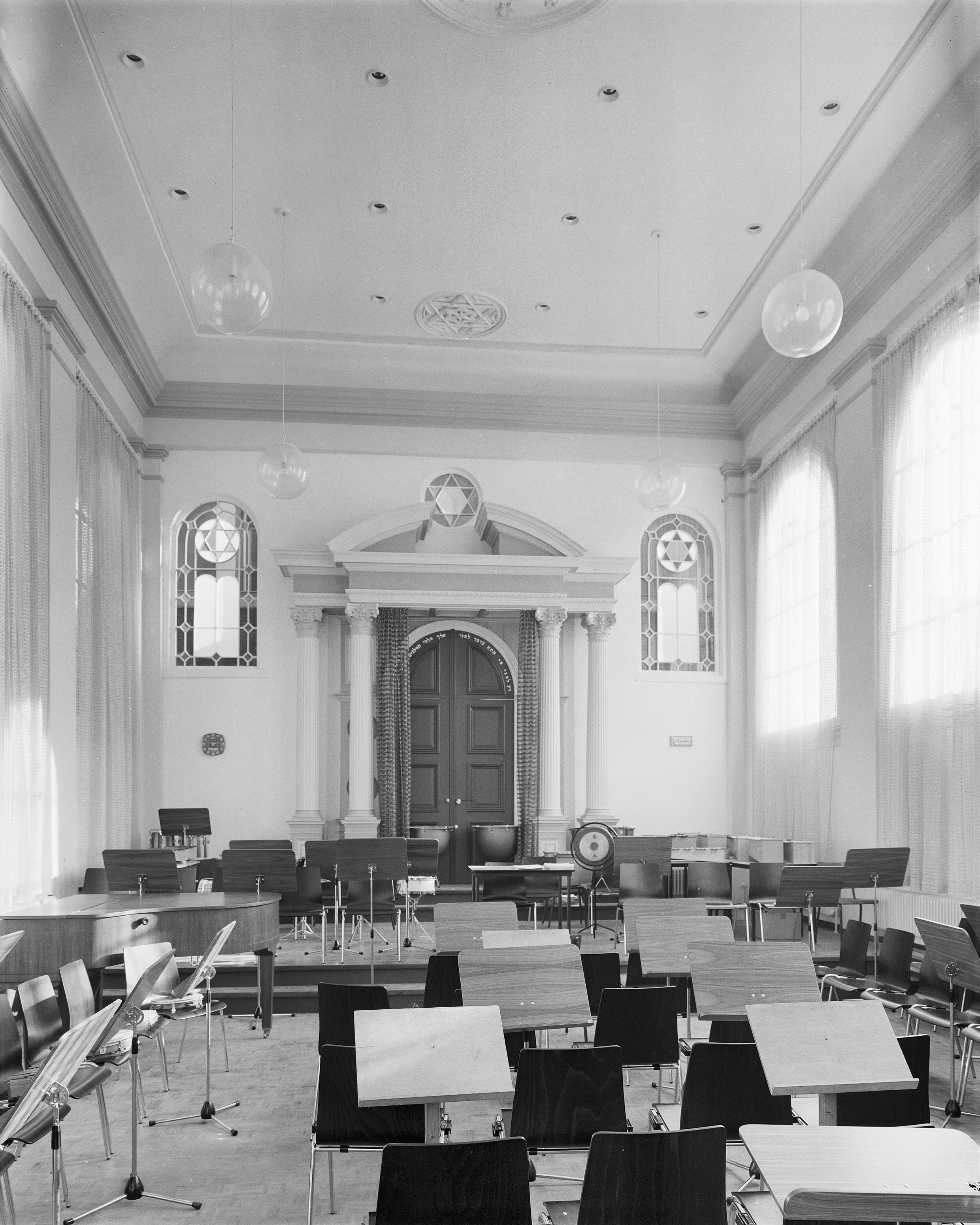
Intérieur de la synagogue, en mars 1975.

La construction du temple a été mise en œuvre par l'architecte et ingénieur civil originaire de Delft Leon Winkel. Winkel élabore les plans de synagogue en 1860. La synagogue est inaugurée le 8 octobre 1861 (soit l'an 5622 sur le calendrier hébraïque),,. Le temple juif de Delft est consacré le 22 août 1862.
D'importants travaux de rénovation sont entrepris sur le temple en 1931. Lors de ce chantier de restauration, les décorations d'origine ornant le fronton de l'édifice sont aplanies et ôtées. La synagogue a été préservée malgré les destructions pendant la Seconde Guerre mondiale. L'intérieure du naos fait l'objet d'une restauration en 1994,. En 2002, un autre chantier de rénovation dote les murs internes du temple de décorations, notamment des vitraux, nuancées de bleu azur. Cette couleur, spécifique à la ville de Delft et qui vient s'ajouter au blanc d'origine, « marque la transition du bâtiment d'une ancienne maison de culte à un centre culturel juif urbain ».
La synagogue de Delft est disponible pour des événements religieux et culturels, tels que des concerts de musique classique. Elle est également le siège de l'OJG Klal Yisrael (Open Joodse Gemeente (Kehille) Klal Yisrael) (nl), une congrégation juive reconstructionniste.

## Architecture et description

### Caractéristiques

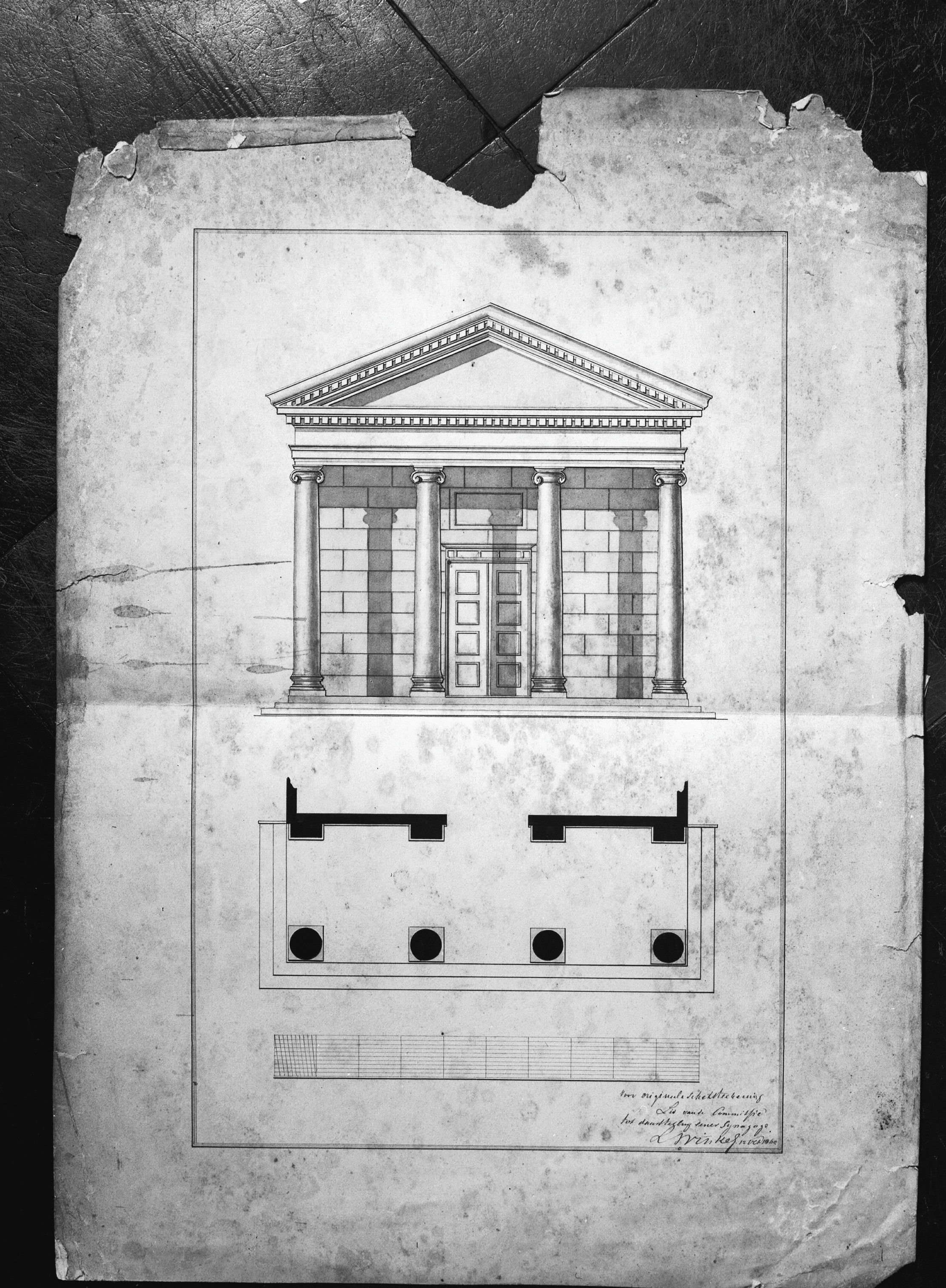
Plan architectural du temple.

Le bâtiment religieux présente un style néoclassique,,, de type ionique,. Ses caractéristiques et son plan architecturaux affectent ceux d'un temple grec,,,,. Un fronton triangulaire surmonte l'entablement.

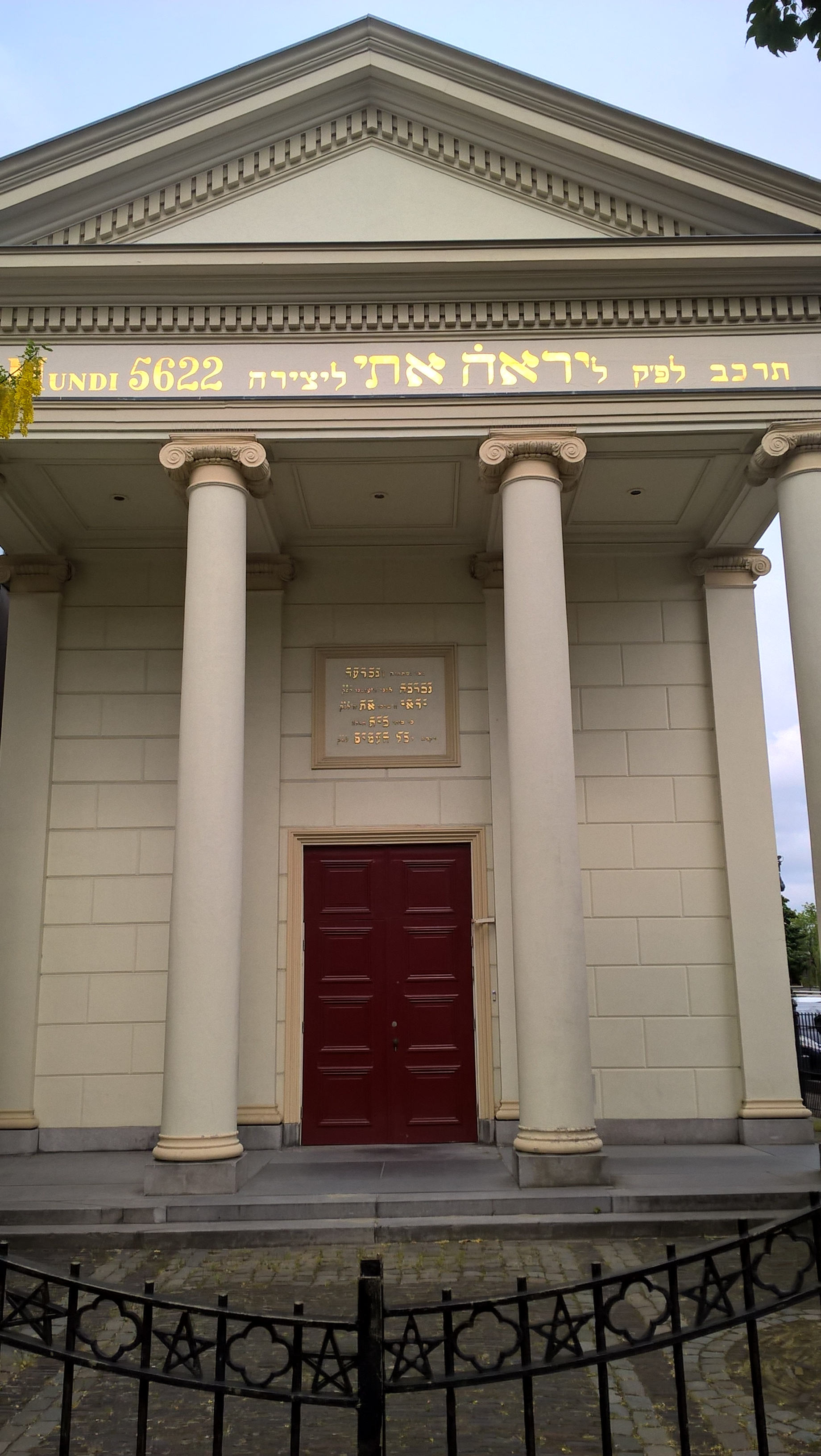
Gros plan sur la façade de la synagogue avec son ', son fronton, entablement et son prostyle à 4 colonnes.

Afin d'imiter la pierre naturelle taillée utilisée pour la construction des temples grecs, l'architecte de la synagogue a employé du plâtre. Ce matériau a notamment servi dans les décorations et pour donner une perspective stylistique comparable à celle d'un bâtiment gréco-antique. Toutefois, les moulures décorant l'encadrement du portail ont été taillées à même la pierre.
À l'intérieur du naos, derrière le portail, se tient un vestibule. Cet élément architectural, construit en élévation, est soutenu par quatre colonnes corinthiennes.

### Mobilier
Appuyée contre le mur de droite, s'élève une armoire destinée à accueillir une torah. Le meuble est agrémenté d'une corniche pourvue d'une frise avec des motifs représentant des femmes.

### Inscriptions

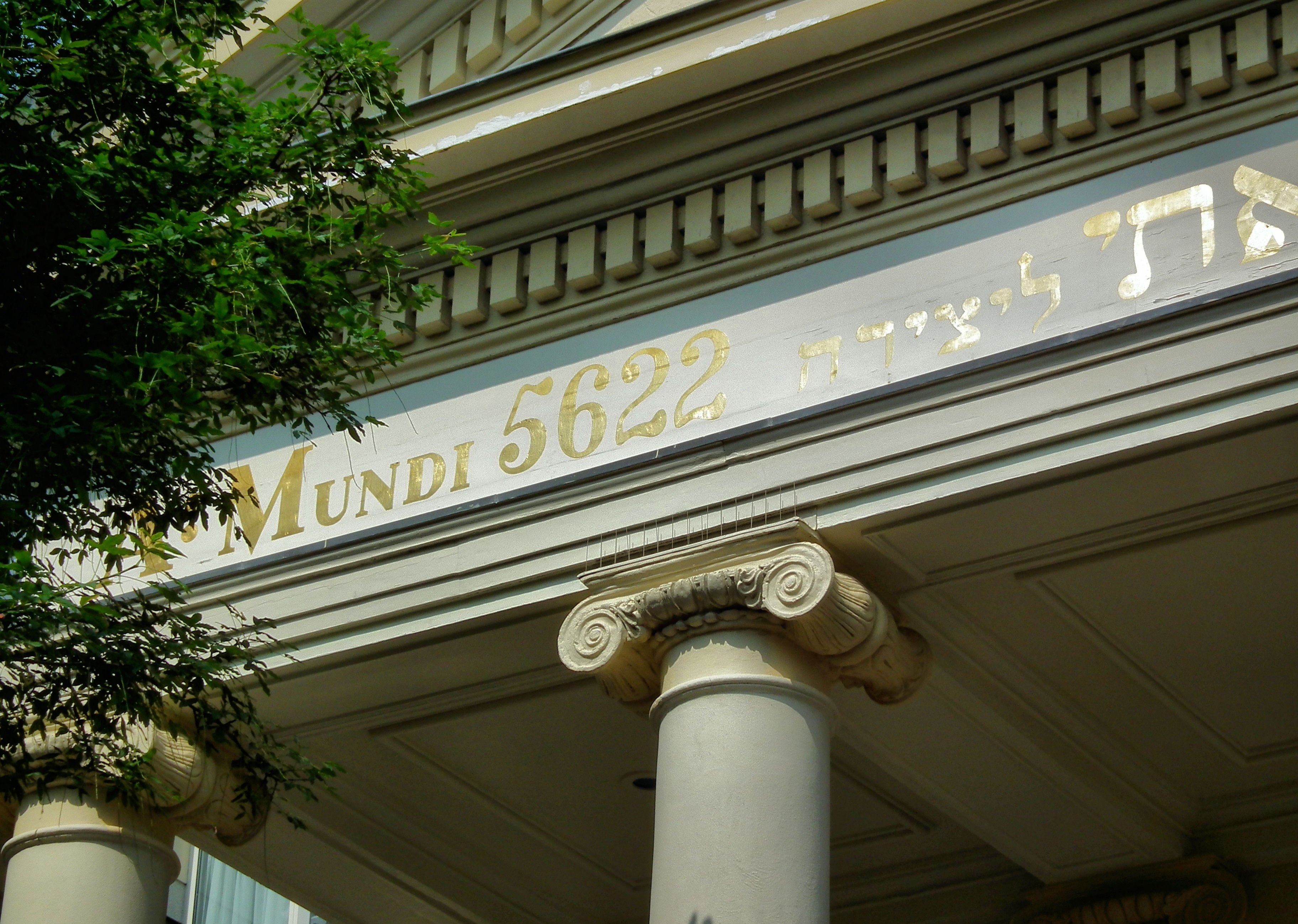
Détail des inscriptions gravées sur l'entablement, avec le chronogramme 5622.

Les inscriptions gravées sur l'entablement sont constituées d'un chronogramme (5622) et d'un passage du chapitre 4 du deutéronome écrit en hébreu : 

« תרכב לפ“ק ליראה אתי ליצירה »

— Deutéronome 4:10.
Texte qui peut se traduire par : « me craindre tous les jours qu'ils vivront sur la Terre. »
Sur la plaque aménagée sur la façade du naos, en surplomb de l'accès d'entrée, figurent également des inscriptions, passages des psaumes 95 verset 6 et 135 verset 20 ainsi que du Livre d'Isaïe chapitre 56 verset 7 : 

« באו נשתחוה ונֹכֹרֹעֹהֹ נֹבֹרֹכֹהֹ לפני ה’ עושנו לֹפֹקֹיראי ה’ ברכו את ה’ לֹפֹקֹכי ביתי בֹיֹתֹ תפלה יקרא לכֹלֹ הֹעֹמֹיֹםֹ לֹפֹקֹ »

— psaumes 95:6, 135:20 et Isaïe 56:7.
Textes qui peuvent se traduire par :

« Venez, prosternons-nous et humilions-nous, Fléchissons le genou devant l'Eternel, notre créateur ! 
 Vous qui craignez l'Eternel, bénissez l'Eternel ! 
 Car ma maison sera appelée une maison de prière, pour tous tes peuples »

— psaumes 95:6, 135:20 et Isaïe 56:7.

## Galerie

Synagogue de Delft
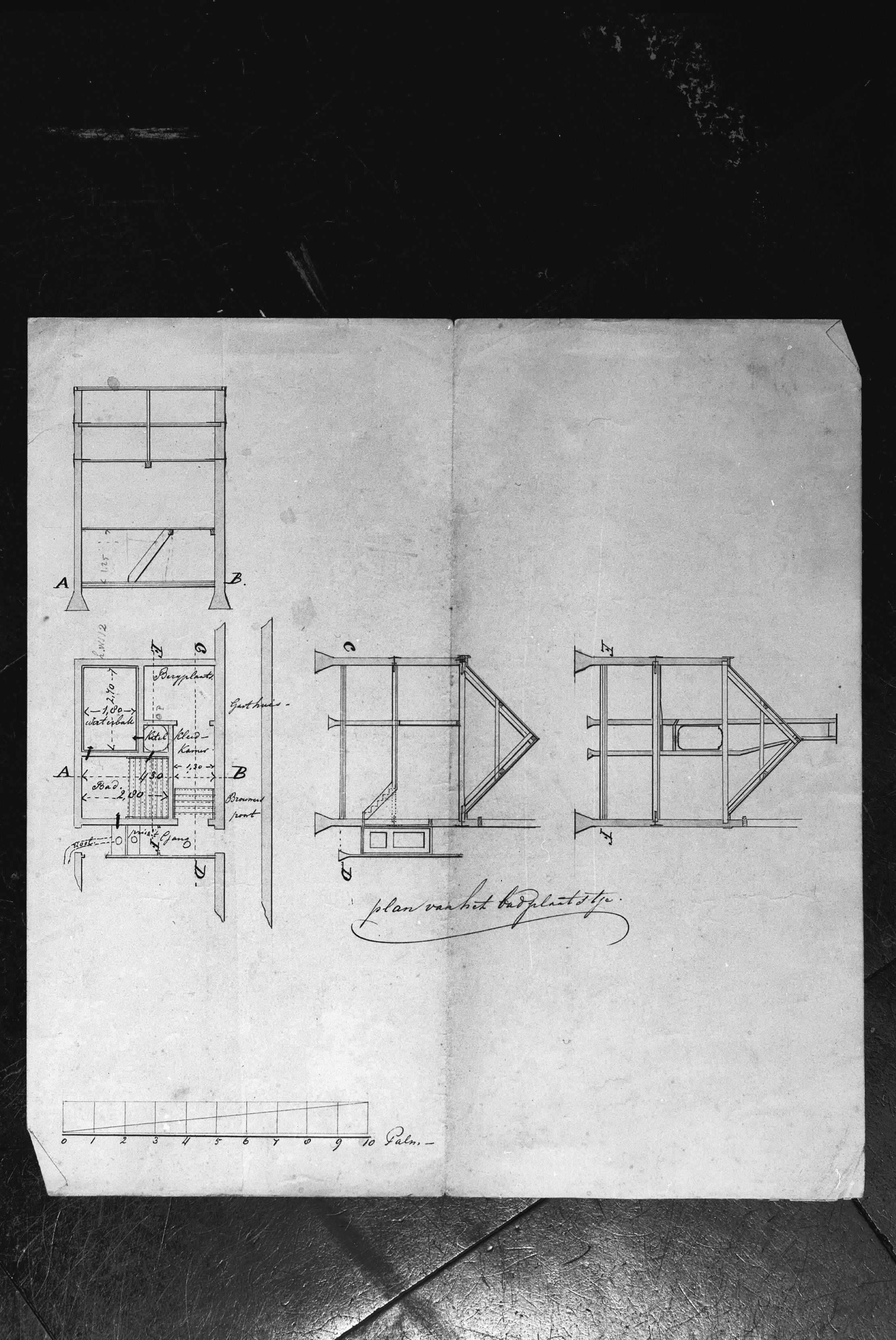
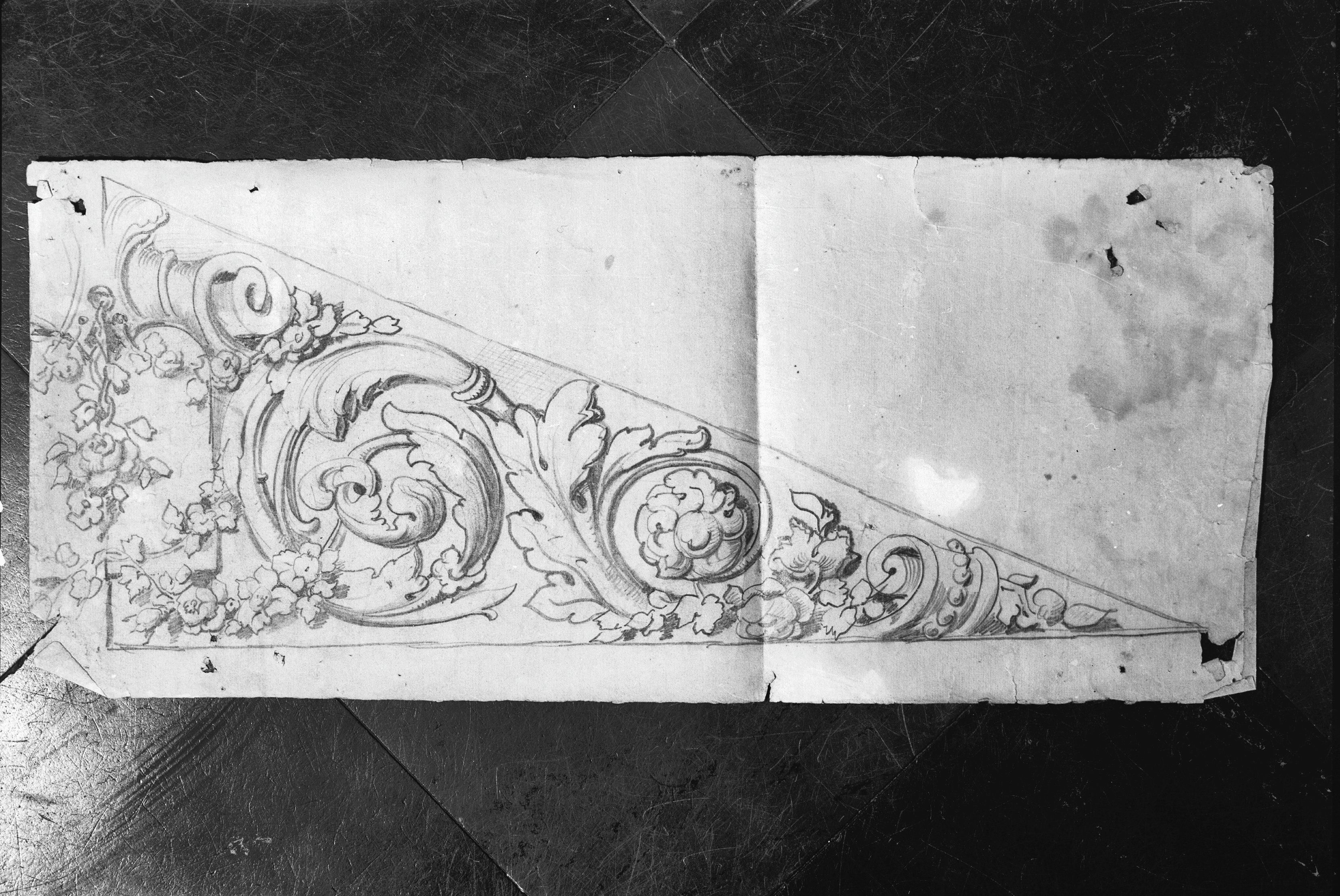
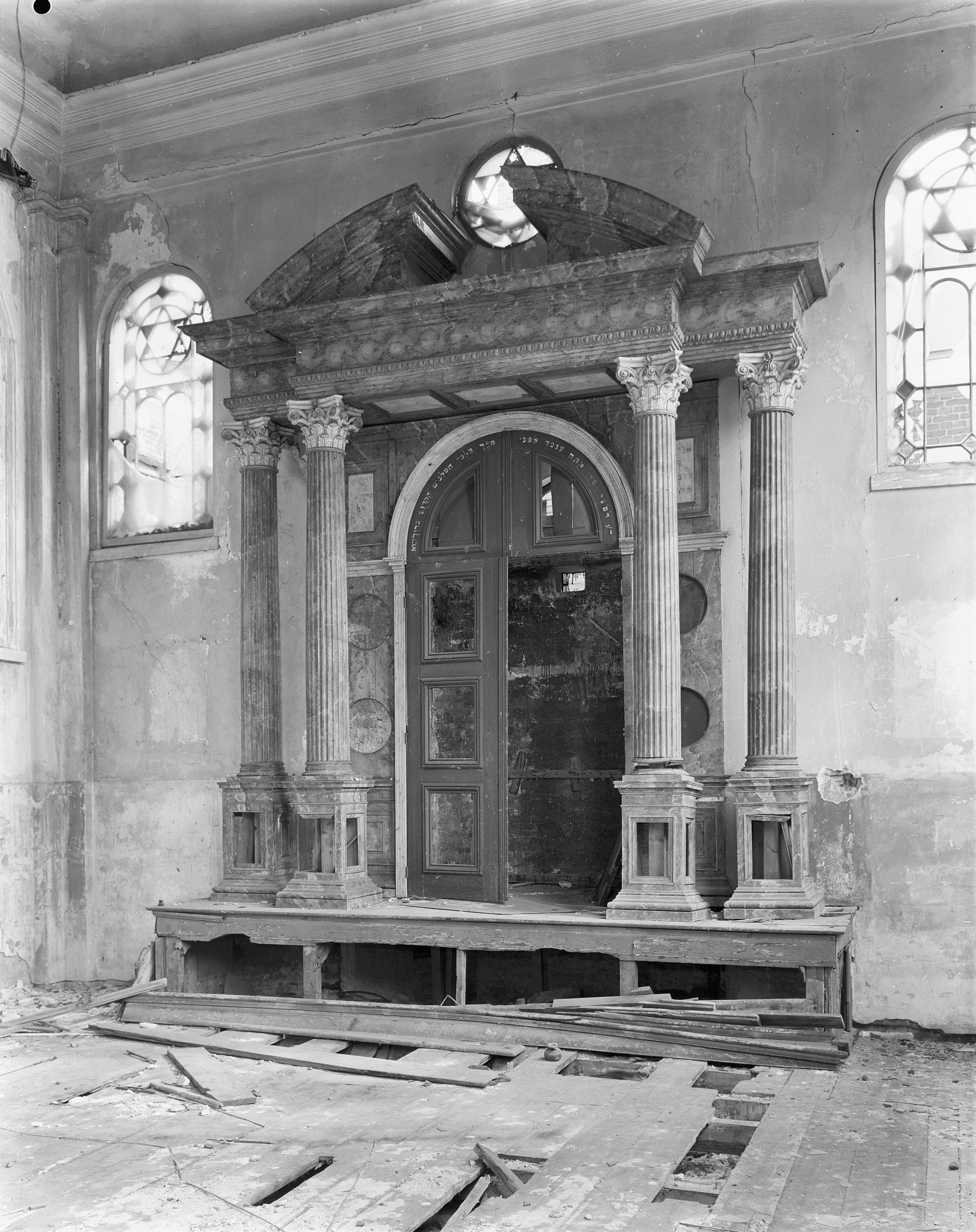
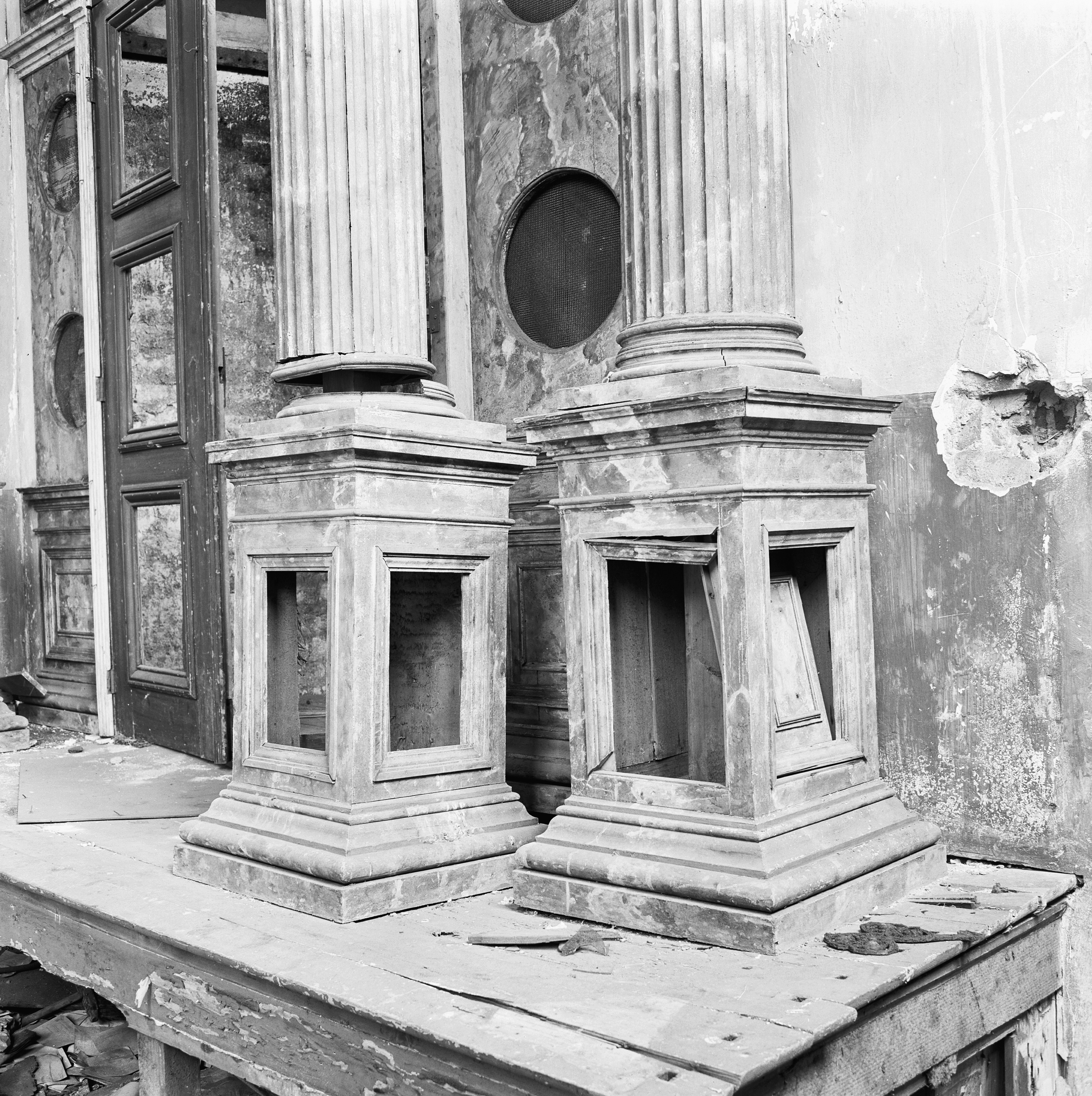
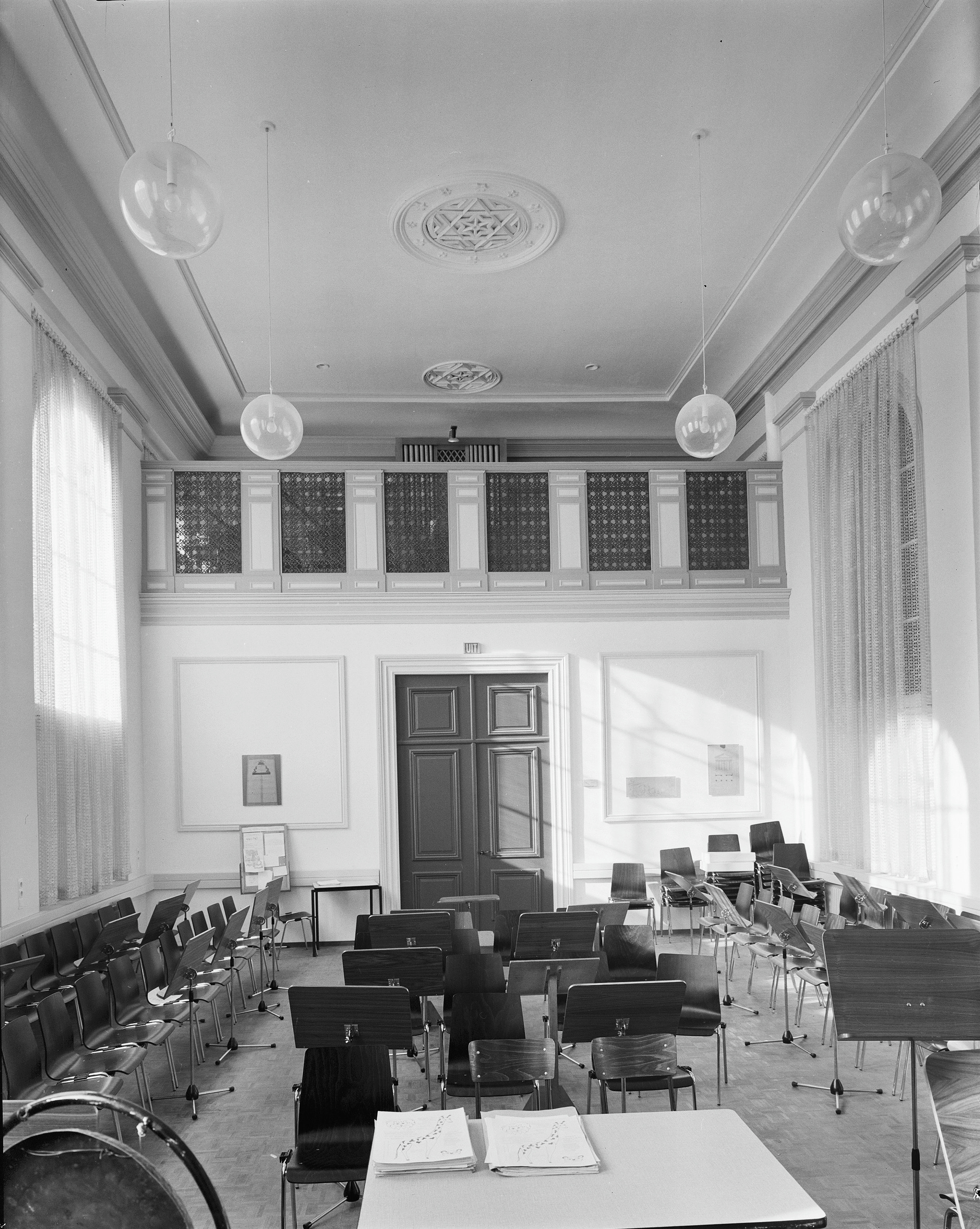
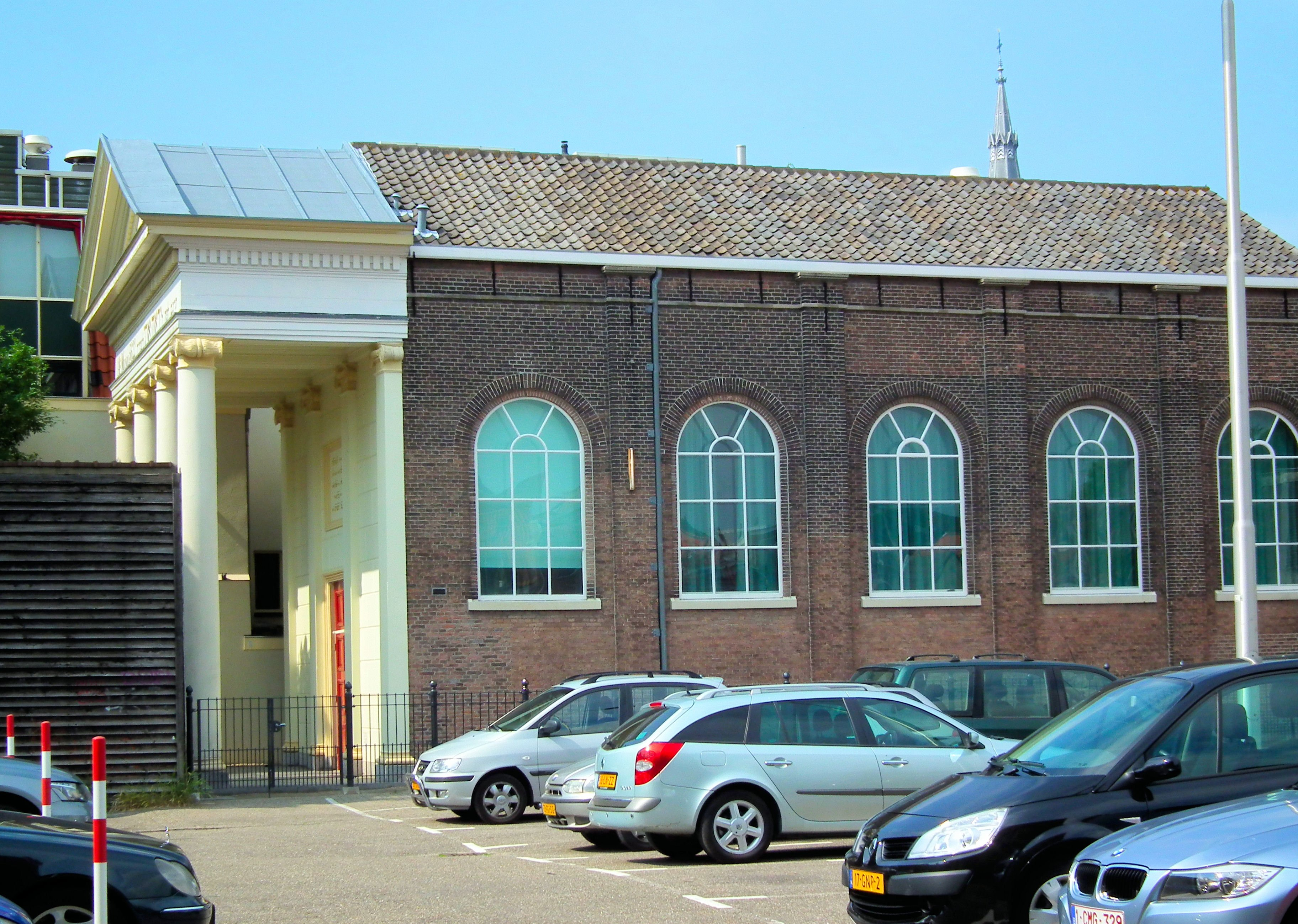
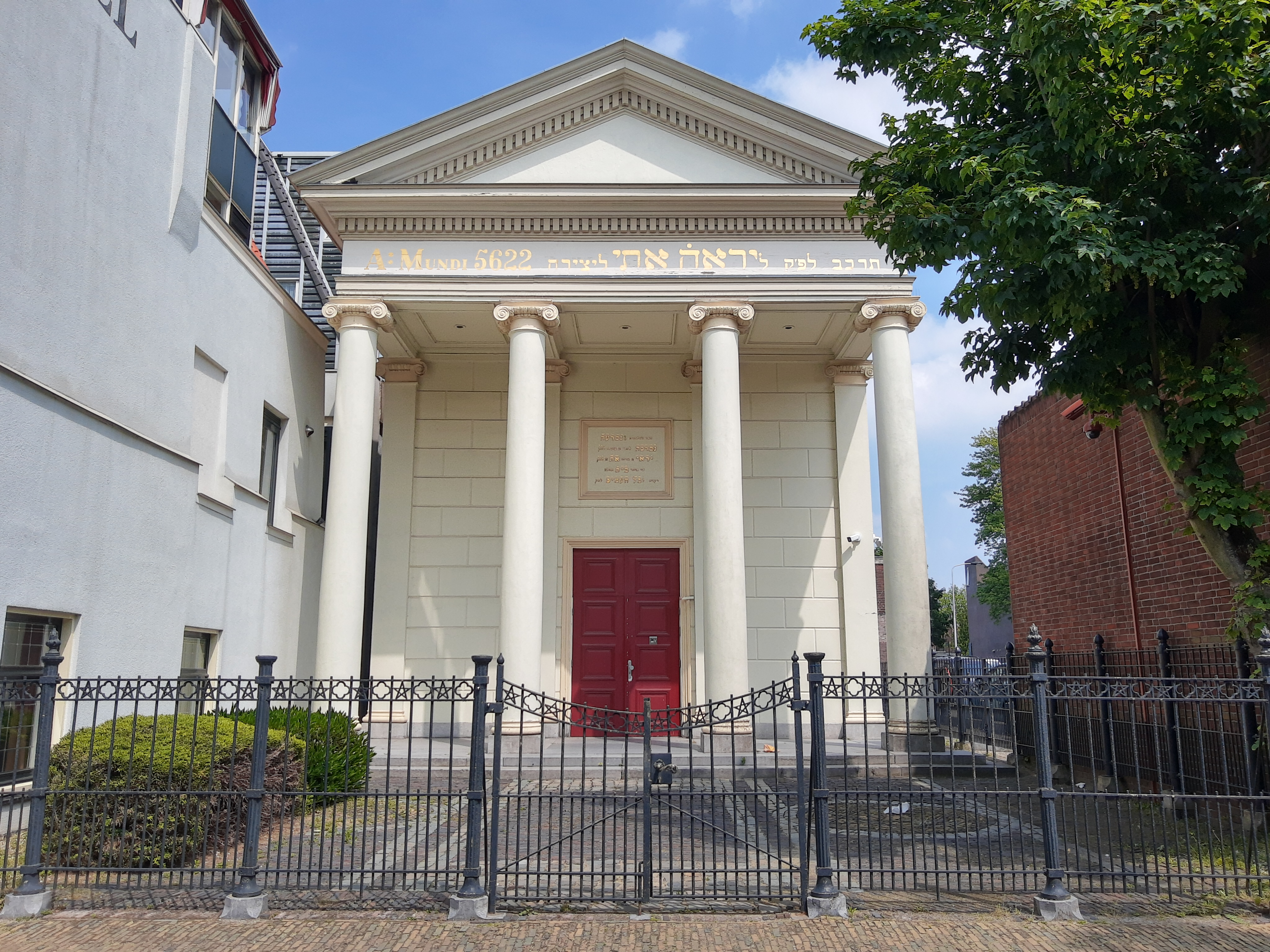